# Marble Canyon (British Columbia)
Der Marble Canyon ist eine eingestürzte Karst-Formation im Süden des zentralen Teils des British Columbia Interior in Kanada. Er liegt einige Kilometer östlich des Fraser River und der unselbständigen Gemeinde Pavilion. Die Schlucht, durch die der Highway 99 verläuft, liegt auf halbem Weg zwischen den Städten Lillooet sowie Cache Creek und dabei am Übergang vom Squamish-Lillooet Regional District zum Thompson-Nicola Regional District.

## Etymologie
Der englische Name des Canyons ist von dem blendenden Kalkstein seiner Wände abgeleitet (engl. marble=Marmor). Das anstehende Gestein ist aber mikrokristalliner Kalkstein (ein Sedimentgestein), weniger Marmor (ein Metamorphes Gestein).
Der indigene Name des Canyons in der Sprache der Shuswap ist, bezogen auf das Ganze, sxmeltám, was sich möglicherweise auf „Medizinmänner“ bezieht, während das Gebiet um den Crown Lake und den Turquoise Lake sowie den Campingplatz einschließlich der Südwand getsgátsp genannt wird; allerdings ist die Bedeutung dessen unbekannt. Neben den steilen Wänden erhebt sich am Südostufer des Pavilion Lake eine erodierte Felsnadel, die als Chimney Rock bezeichnet wird oder in Übersetzung des Shuswap-Wortes K'lpalekw als The Coyote's Penis.

## Geographie
Die Nordwand des Canyons erhebt sich mehr als 965 m über den Pavilion Lake und bildet die südlichste Grenze der Marble Range; die Südwand ist ca. 515 m hoch und die Nordgrenze der Clear Range. Hinter den Wänden befinden sich höhere Gipfel, welche die Höhenangaben für den Canyon verändern können.

## Stromatolithe
Innerhalb des Canyons gibt es eine Reihe von Seen, die über den Pavilion Creek zum Fraser River hin entwässern. Der größte von ihnen ist der Pavilion Lake, welcher eine Kolonie Mikrobialithen (auch Stromatolithe genannt) beherbergt, ungewöhnliche, von Bakterien aufgebaute Karbonatstrukturen, die Süßwasser-„Korallen“ ähneln und die größten Süßwasser-Stromatolithe der Welt sind.

## Klettern in Fels und Eis

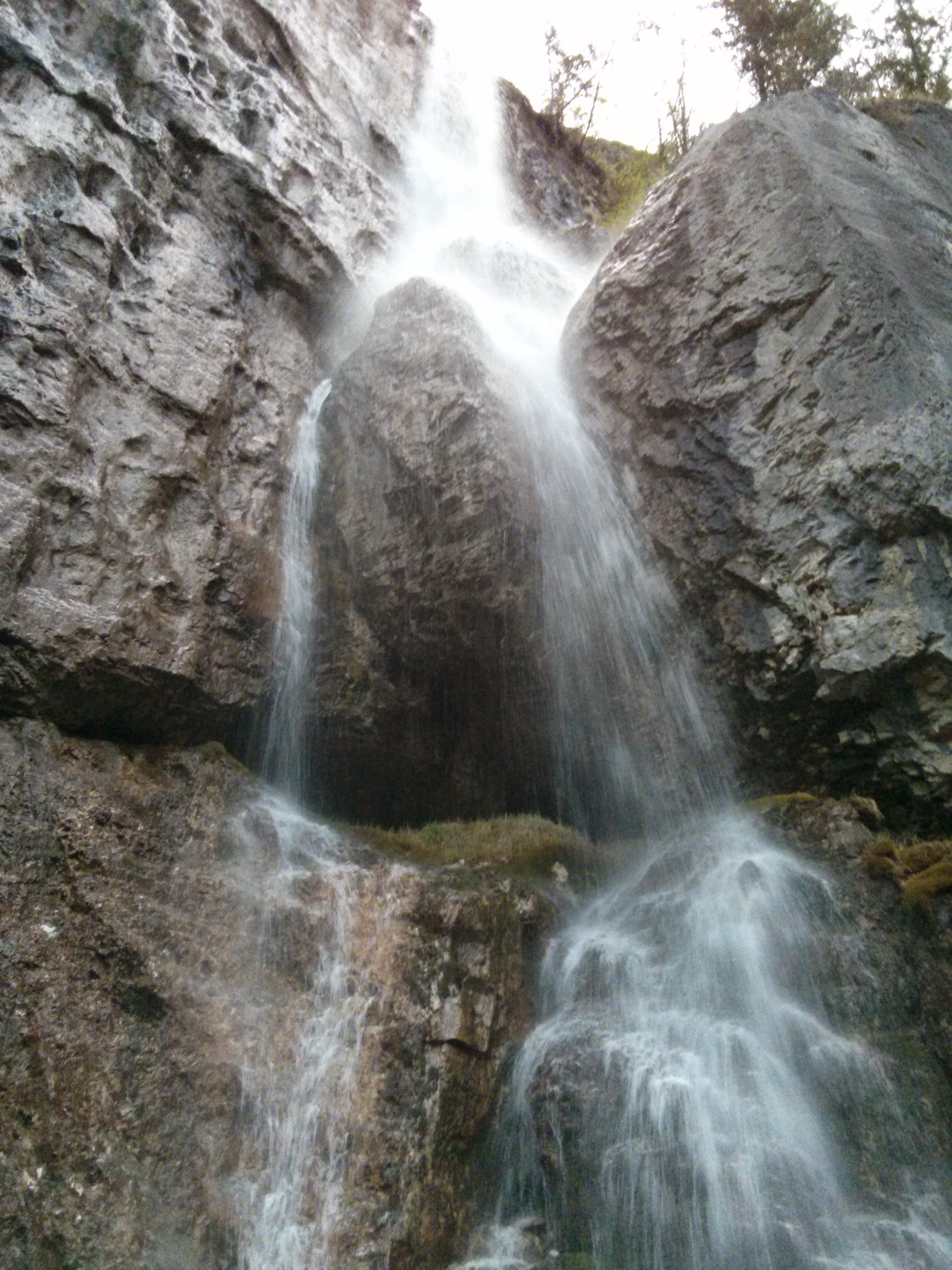
Wasserfall am Crown Lake

Der Marble Canyon ist ein beliebtes Ziel für Kletterer, die sowohl die sauberen Felswände als auch Eiskletterrouten zu schätzen wissen. Zu letzteren gehört ein Wasserfall, der im tiefen Winter komplett gefriert (offiziell Crown Lake Falls, unter den Kletterern aber „Icy BC“ genannt). Dieser befindet sich genau gegenüber dem Campingplatz des Marble Canyon Provincial Park in Nachbarschaft zum Highway 99 zwischen Lillooet und Cache Creek.

## Kulturelle Rechte
Die Gebiete um den Pavilion Lake werden, neben ihrem Status als Provincial Park, mithilfe spezieller kultureller Rechte verwaltet. Sie sind spirituell für die Ts'kw'aylaxw First Nation von hoher Bedeutung.